# Подстепное (Херсонская область)
Подстепное (укр. Підстепне) — село в Алёшковской городской общине Херсонского района Херсонской области Украины.
В 2022 году, в ходе вторжения России в Украину, село было захвачено. На данный момент находится под российской оккупацией.
Почтовый индекс — 75112. Телефонный код — 5542. Код КОАТУУ — 6525083001.

## Население
Население по переписи 2001 года составляло 592 человека.

### Языковой состав
Родной язык населения по данным переписи 2001 года:
| Язык       | Численность, чел. | Доля     |
| ---------- | ----------------- | -------- |
| Украинский | 574               | 96,96 %  |
| Русский    | 18                | 3,04 %   |
| Итого      | 592               | 100,00 % |

## Местный совет
75112, Херсонская обл., Алёшковский р-н, с. Подстепное, ул. Первомайская, 21/3